# Instytut Studiów Edukacyjnych Uniwersytetu Opolskiego
Instytut Studiów Edukacyjnych Uniwersytetu Opolskiego (ISE UO) – jednostka dydaktyczno-naukowa należąca do struktur Wydziału Nauk Społecznych Uniwersytetu Opolskiego. Dzieli się na 3 zakłady. Prowadzi działalność dydaktyczną i badawczą związaną z nowatorstwem pedagogicznym obejmującym kwestie dydaktyczne i wychowawcze w placówkach oświatowych, kształceniem aktywizującym jako strategią przygotowania ucznia do dalszego samorozwoju i życia w zmieniającym się społeczeństwie, kształceniem kadry w zakresie edukacji małego dziecka i wychowania przedszkolnego. Instytut oferuje studia na kierunku pedagogika oraz studia podyplomowe. Aktualnie na instytucie kształci się studentów w trybie dziennym i zaocznym. Jego kadrę naukową tworzy 29 pracowników naukowo-dydaktycznych, w tym: 2 profesorów zwyczajnych z tytułem profesora, 3 profesorów nadzwyczajnych ze stopniem doktora habilitowanego, 21 adiunktów ze stopniem doktora oraz 3 asystentów z tytułem zawodowym magistra. Siedzibą instytutu jest gmach Collegium Pedagogicum, położony na terenie kampusu Uniwersytetu Opolskiego przy ulicy Ojca Jana Czaplaka 2a w Opolu.
Instytut Studiów Edukacyjnych powstał na przełomie 1989/1990 roku decyzją ówczesnych władz Wyższej Szkoły Pedagogicznej im. Powstańców Śląskich w Opolu (od 1994 roku Uniwersytet Opolski). Początkowo nosił on nazwę Instytutu Pedagogiki Wczesnoszkolnej.

## Adres
Instytut Studiów Edukacyjnych 

Uniwersytetu Opolskiego 

ul. Ojca Józefa Czaplaka 2a

45-055 Opole

## Władze (2016-2020)
Dyrektor: dr hab. Ewa Smak, prof. UO
Zastępca Dyrektora ds. naukowych: dr Tomasz Michalewski
Zastępca Dyrektora ds. kształcenia i studentów: dr Stanisława Włoch

## Kierunki kształcenia
Instytut Studiów Edukacyjnych Uniwersytetu Opolskiego oferuje 3-letnie studia pierwszego stopnia, po których ukończeniu uzyskuje się tytuł zawodowy licencjata, na kierunku pedagogika o specjalnościach:
- kształcenie wczesnoszkolne z wychowaniem przedszkolnym (dzienne, zaoczne)
- pedagogika małego dziecka z wychowaniem przedszkolnym (dzienne)
- pedagogika przedszkolna i wczesnoszkolna z edukacją artystyczną (dzienne)
- pedagogika przedszkolna i wczesnoszkolna z językiem angielskim (dzienne)

Po ukończeniu studiów pierwszego stopnia, ich absolwenci mogą kontynuować naukę na studiach drugiego stopnia (magisterskich uzupełniających, 2-letnich) na kierunku pedagogika. Do wyboru są następujące specjalności:
- kształcenie wczesnoszkolne z wychowaniem przedszkolnym (dzienne, zaoczne)
- terapia dzieci i młodzieży z trudnościami w uczeniu i zachowaniu (dzienne)
- pedagogika medialna z edukacją artystyczną (dzienne)
- edukacja elementarna z terapią pedagogiczną (dzienne, zaoczne)
- pedagogika małego dziecka z wychowaniem przedszkolnym (zaoczne)
- edukacja elementarna z językiem obcym (zaoczne)

Ponadto instytut oferuje następujące studia podyplomowe:
- podyplomowe studia terapii pedagogicznej z oligofrenopedagogiką
- podyplomowe studia wychowanie przedszkolne i terapia pedagogiczna
- podyplomowe studia kształcenie wczesnoszkolne i muzyka/plastyka dla Szkoły Podstawowej i Gimnazjum
- studia podyplomowe wczesna edukacja nauczania języka angielskiego z wychowaniem artystycznym

## Struktura organizacyjna

### Zakład Dydaktyki i Metodologii Badań Pedagogicznych
Pracownicy:
- Kierownik: dr hab. Ewa Smak, prof. UO
- prof. dr hab. Mirosława Nowak–Dziemianowicz
- dr hab. Fabian Andruszkiewicz, prof. UO
- dr Małgorzata Ganczarska
- dr Mariusz Garbiec
- dr Grzegorz Kozdraś
- dr Anna Malec
- dr Andrzej Mamroł
- dr Katarzyna Wereszczyńska
- dr Daniel Wiśniewski
- dr Agnieszka Włoch
- mgr Adam Konopnicki

### Zakład Pedagogiki Wczesnoszkolnej
Pracownicy:
- Kierownik: prof. dr hab. Ryszard Gmoch
- dr hab. Gabriela Kapica, prof. UO
- dr Małgorzata Drost–Rudnicka
- dr Tatiana Kłosińska
- dr Iwona Konopnicka
- dr Renata Reclik
- dr Zofia Remiszewska
- mgr Halina Nicieja

### Zakład Pedagogiki Wczesnoszkolnej i Wychowania Artystycznego
Pracownicy:
- Kierownik: dr Stanisława Włoch
- dr Bożena Bobeł
- dr Ewa Jędrzejowska
- dr Irena Koszyk
- dr Jolanta Olkusz
- dr Tomasz Michalewski
- dr Elżbieta Trylnik
- dr Marian Biliński
- mgr Marian Wojewoda